# 巴伐利亚科学与艺术勋章
巴伐利亚马克西米利安科学与艺术勋章（德語：Bayerischer Maximiliansorden für Wissenschaft und Kunst）是德国巴伐利亚州表彰科学与艺术领域突出成就的勋章，1853年11月28日由巴伐利亚国王马克西米利安二世首发颁发，1933年因纳粹政权上台暂停颁发，至1980年才由巴伐利亚州州长弗朗茨·約瑟夫·施特勞斯重新颁发。自1905年起，慕尼黑珠宝商Hemmerle负责勋章制作。

## 设立目的
为延续巴伐利亚传统，巴伐利亚科学与艺术勋章由此而生，颁发给科学与艺术领域的突出成就。(In Fortsetzung alter bayerischer Tradition wird der Bayerische Maximiliansorden für Wissenschaft und Kunst geschaffen. Mit ihm sollen herausragende Leistungen auf dem Gebieten von Wissenschaft und Kunst ausgezeichnet werden.)

## 评选标准
巴伐利亚科学与艺术勋章只颁发给德国的科学家与艺术家，并不局限于巴伐利亚居民。勋章共设一个等级、两个部分（即科学与艺术），在世获奖者不能超过100人。

## 提名程序
巴伐利亚州州长、巴伐利亚各政府部门首长、艺术与科学界人士均可提名获奖者。提名名单由顾问委员会评估，之后生成建议，供巴伐利亚州州长作最后决定。
顾问委员会成员包括：
- 巴伐利亚州议会议长；
- 政府内阁部长；
- 科学、研究与艺术部部长；
- 巴伐利亚科学与人文学院院长；
- 巴伐利亚美术学院（英语：Bavarian Academy of Fine Arts）院长
- 巴伐利亚各艺术学院其中一位校长；
- 巴伐利亚各大学的其中一位校长；
- 由州长提名的一位應用科學界代表；

顾问委员五年一任，与艺术勋章获得者一起进行决策。

## 脚注